# Hút mật Nepal
Hút mật Nepal hay hút mật đuôi lục (danh pháp hai phần: Aethopyga nipalensis) là một loài chim trong họ Hút mật (Nectariniidae).
Loài này sinh sống trong khu vực bao gồm Bangladesh, Bhutan, Trung Quốc, Ấn Độ, Lào, Myanma, Nepal, Thái Lan và Việt Nam.
Môi trường sống tự nhiên của nó là các khu rừng ôn đới và các rừng miền núi cận nhiệt đới hay nhiệt đới ẩm ướt.

## Các phân loài
- A. n. horsfieldi: Từ tây Himalaya tới tây Nepal.
- A. n. nipalensis: Trung và đông Nepal, bắc Ấn Độ.
- A. n. koelzi: tây nam Tây Tạng, Bhutan, từ đông Bangladesh tới trung nam Trung Quốc và bắc Việt Nam.
- A. n. victoriae: tây Myanma
- A. n. karenensis: đông Myanma
- A. n. angkanensis: tây bắc Thái Lan.
- A. n. australis: phần bán đảo của Thái Lan.
- A. n. blanci: Lào.
- A. n. ezrai: đông nam Campuchia và nam Việt Nam.